# كلاين بونير

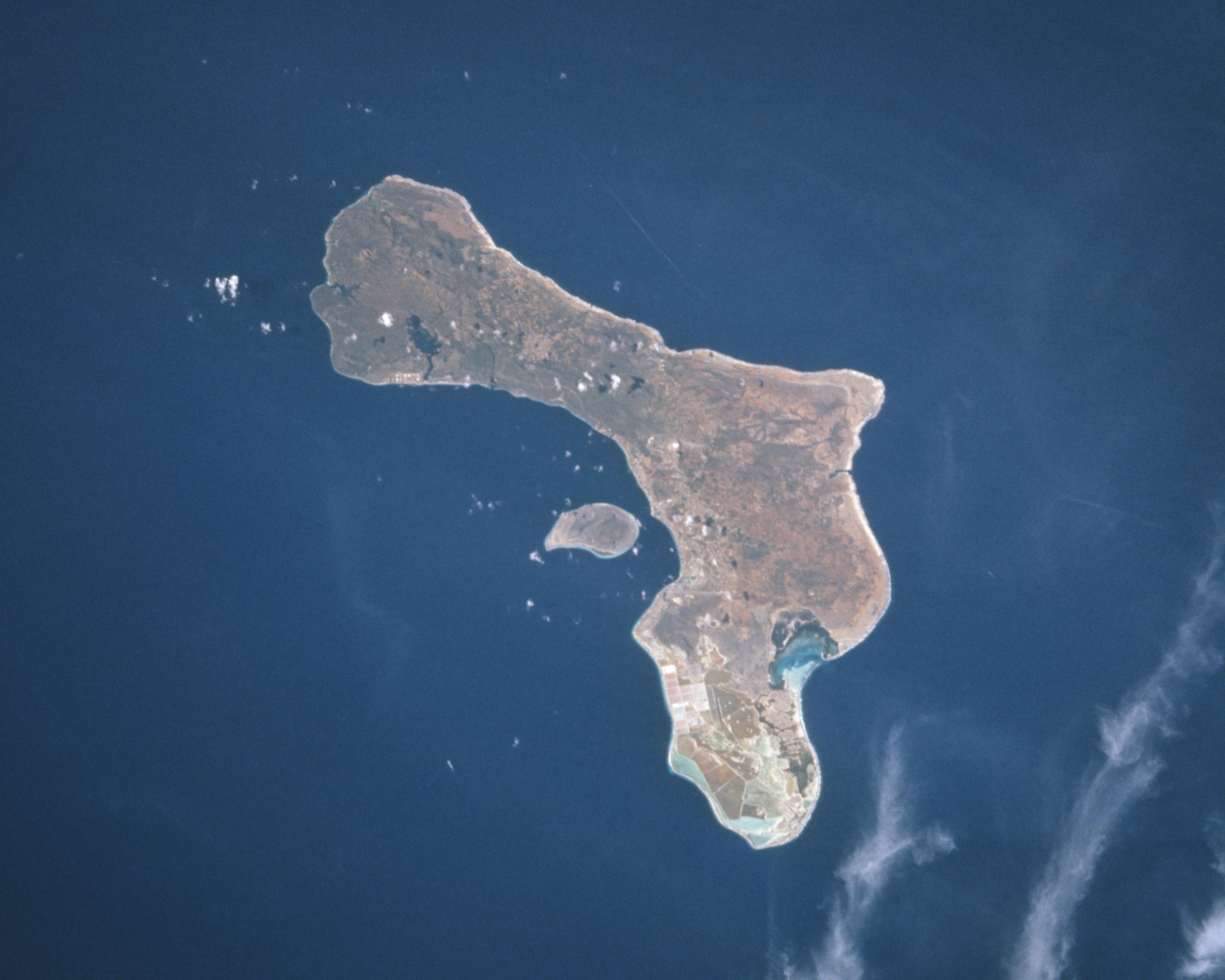
كلاين بونير هو جزيرة مستديرة في وسط الصورة، وتقع في هلال بونير.

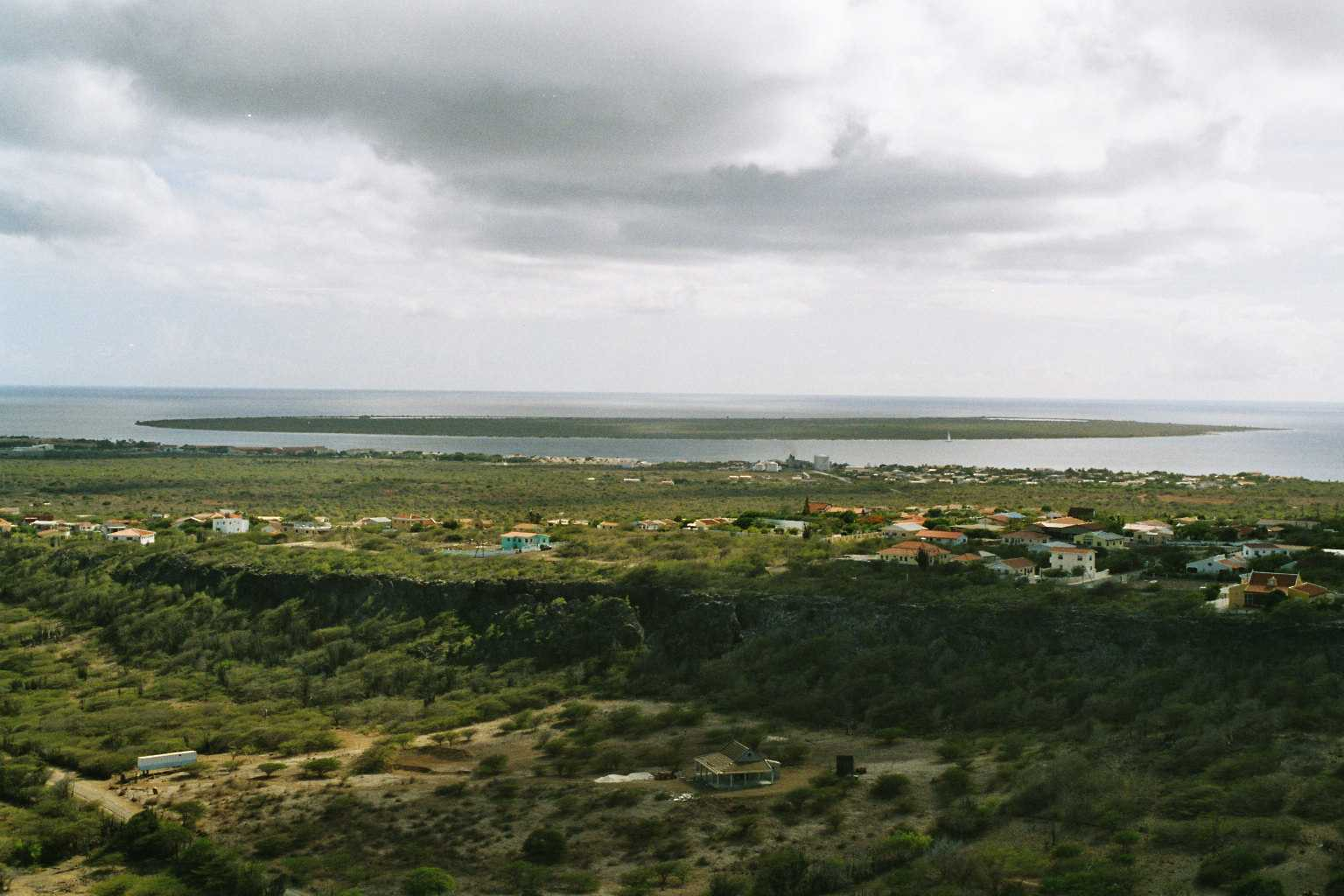
جميع كلاين بونير مرئية من التلال على على الجانب الجانبي من بونير

كلاين بونير هي جزيرة صغيرة غير مأهولة بالسكان تقع قبالة الساحل الغربي لجزيرة بونير في الكاريبي، وهي جزء من بلدية بونير الخاصة الهولندية. وتقع الجزيرة الواقعة داخل الهلال الخام التي تشكلها الجزيرة الرئيسية، وتبلغ مساحتها 6 كيلومترات مربعة (1,483 فدانا) وهي مسطحة للغاية، ولا يزيد ارتفاعها عن مترين فوق سطح البحر.الهياكل الوحيدة الموجودة في الجزيرة هي بعض أنقاض أكواخ الرقيق (الهياكل الصغيرة، هي عبارة عن غرفة واحدة والتي يرجع تاريخها إلى فترة الرق في المنطقة جزر الأنتيل الهولندية) و ملجأ صغير على الشاطئ الذي يواجه بونير، وليس لدى الجزيرة مرافق للمياه الجارية أو مرافق الصرف الصحي
المسافة من شاطئ بونير إلى شاطئ كلاين بونير حوالي 800 متر (0.50 ميل) في أقرب نقطة، وغالبا ما تجتاز هذه المسافة من قبل القوارب الخاصة والتجارية ويمكن القيام به عن طريق أستخدام قوارب كاياك مع وجود بعض الصعوبة.ومن أهم عوامل الجذب الرئيسي للزوار هو الغوص ورؤية شعاب مرجانية البكر المحيطة الجزيرة.
في عام 1868، تم بيع كلاين بونير إلى أنجل جيسيرون وظل في أيدي خاصة حتى عام 1999 وخلال هذه الفترة تم إزالة الأشجار المحلية، مما أدى إلى نمو أشجار صغيرة جديدة في جميع أنحاء الجزيرة وقد حاولوا تطوير كلاين بونير عدة مرات قبل إنشائه كمحمية بحرية ولكن لم تنجح خطة التنمية النهائية في عام 1995، وأدت أخيرا إلى الحفاظ عليها.وتجمع في ما بعدالسكان المحليون المهتمون لإنقاذ كلاين بونير وبدأت حملة لجمع الأموال للقيام بذلك وتم أنشاء مؤسسة الحفاظ على كلاين بونير ومن خلال الجهود التي يبذلها الاتحاد الأوروبي للأغذية والأدوية والأطراف المعنية الأخرى، وبأموال من وزارة الداخلية وشؤون المملكة في هولندا، والصندوق العالمي للطبيعة في هولندا، تم شراء الجزيرة بنجاح بمبلغ 9 ملايين غيلدر الأنتيل الهولندية (5 مليون دولار أمريكي )
كلاين بونير هي الآن جزء من حديقة بونير البحرية الوطنية. وهناك خطط مستقبلية طويلة من أجل إعادة إدخال الغطاء النباتي المحلي للجزيرة.
يتم تضمين كلاين بونير في حماية حديقة بونير البحرية الوطنية، وهي موطن لأعشاش السلاحف البرية والفلامنجو في بعض الأحيان. وكانت موناسترايا أنولاريس هي الشعاب المرجانية الأكثر شيوعا والتي شوهدت خلال دراسة استقصائية أجريت مؤخرا في عام 2011.

## معرض الصور

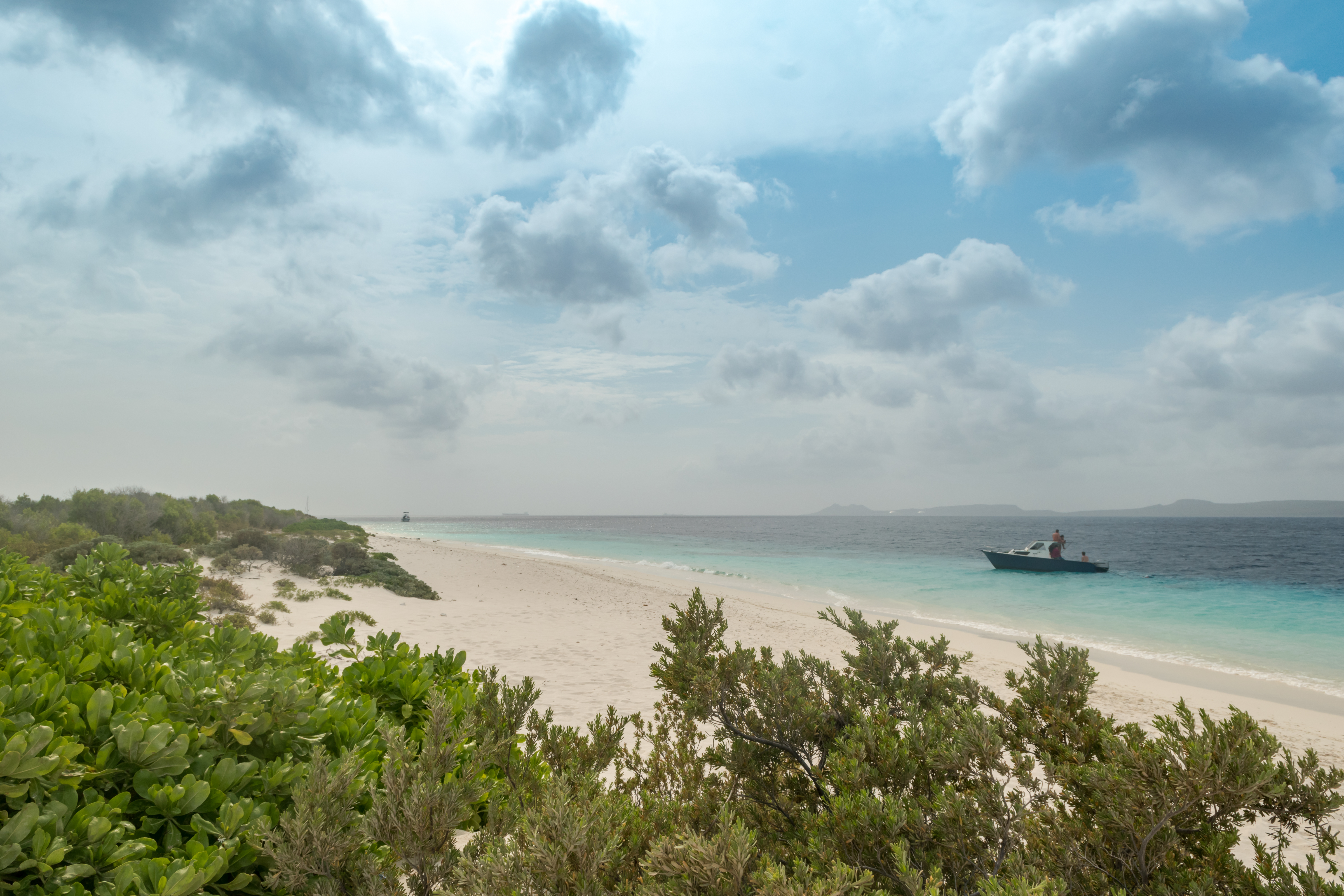
شاطئ كلاين بونير
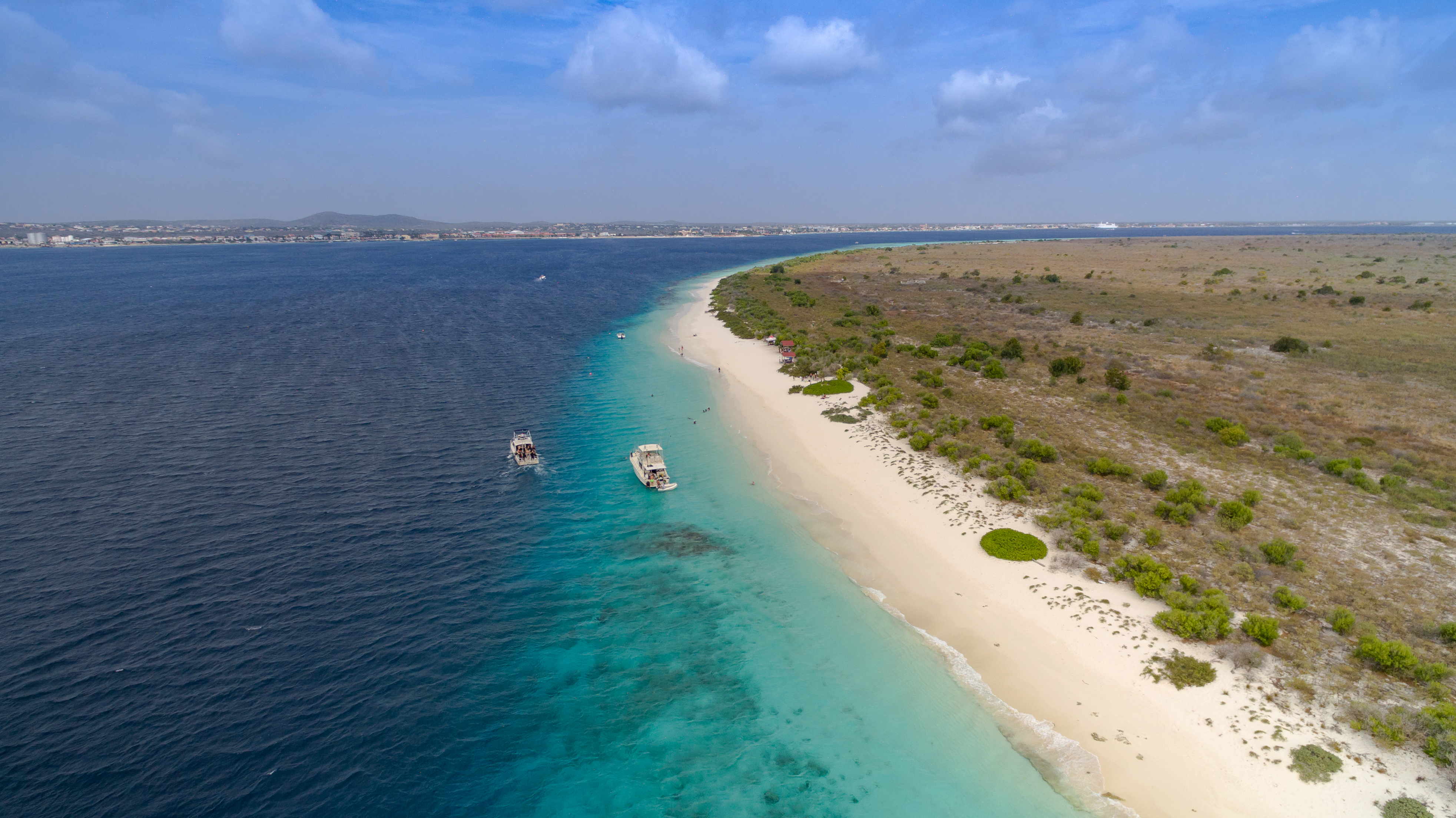
منظر جوي لشاطئ كلاين بونير
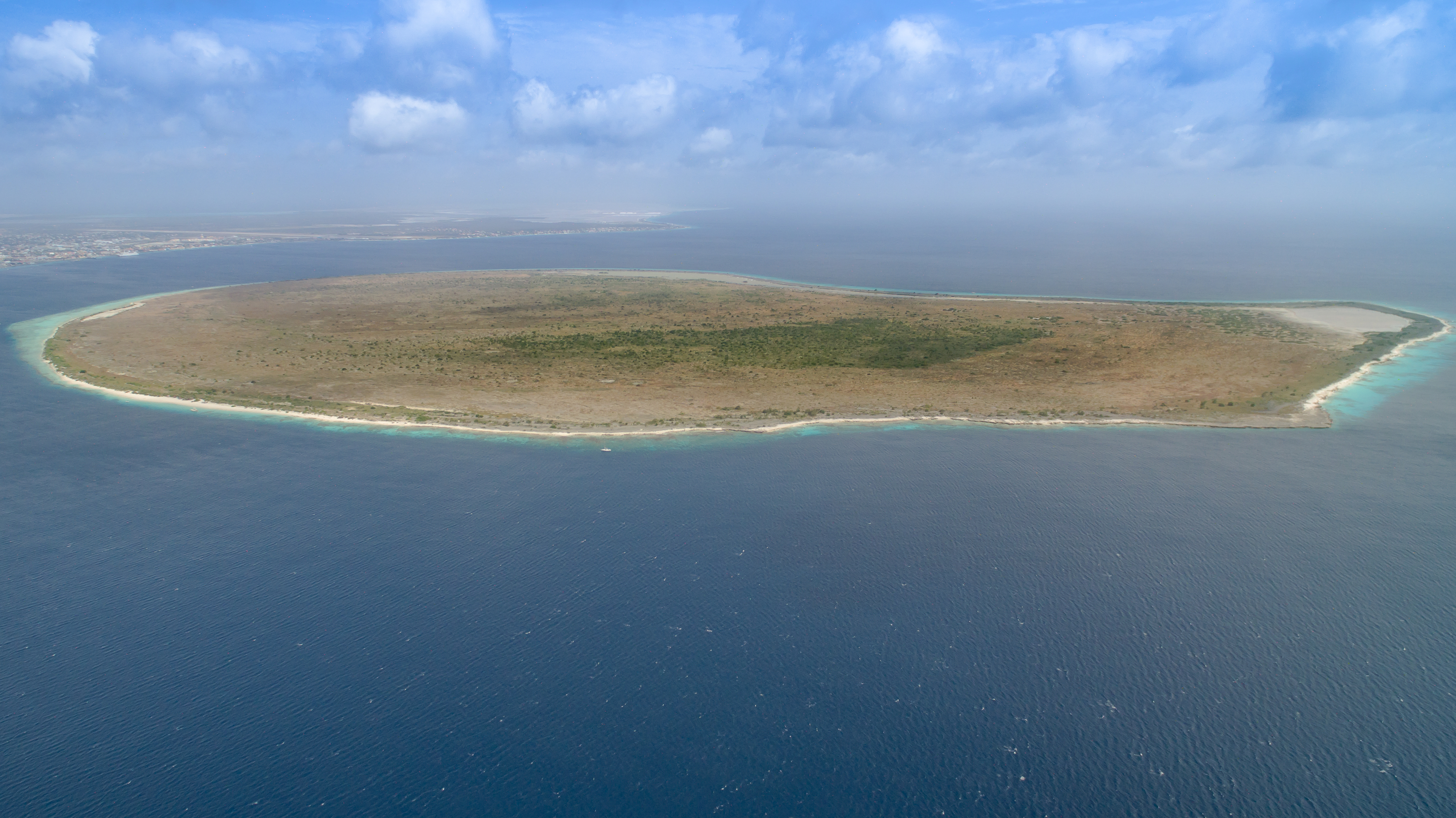
منظر جوي اخر لشاطئ كلاين بونير
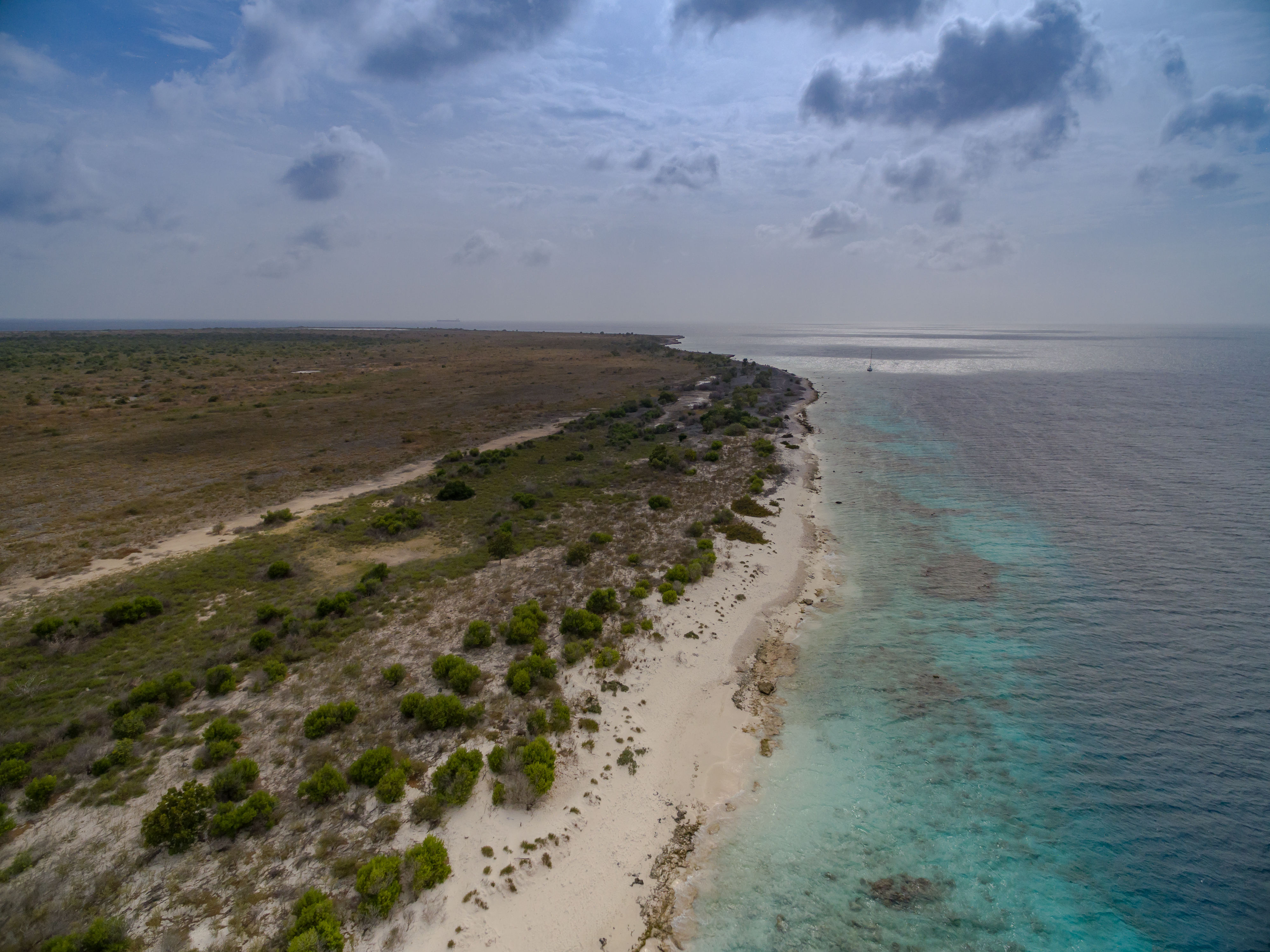
كلاين بونير
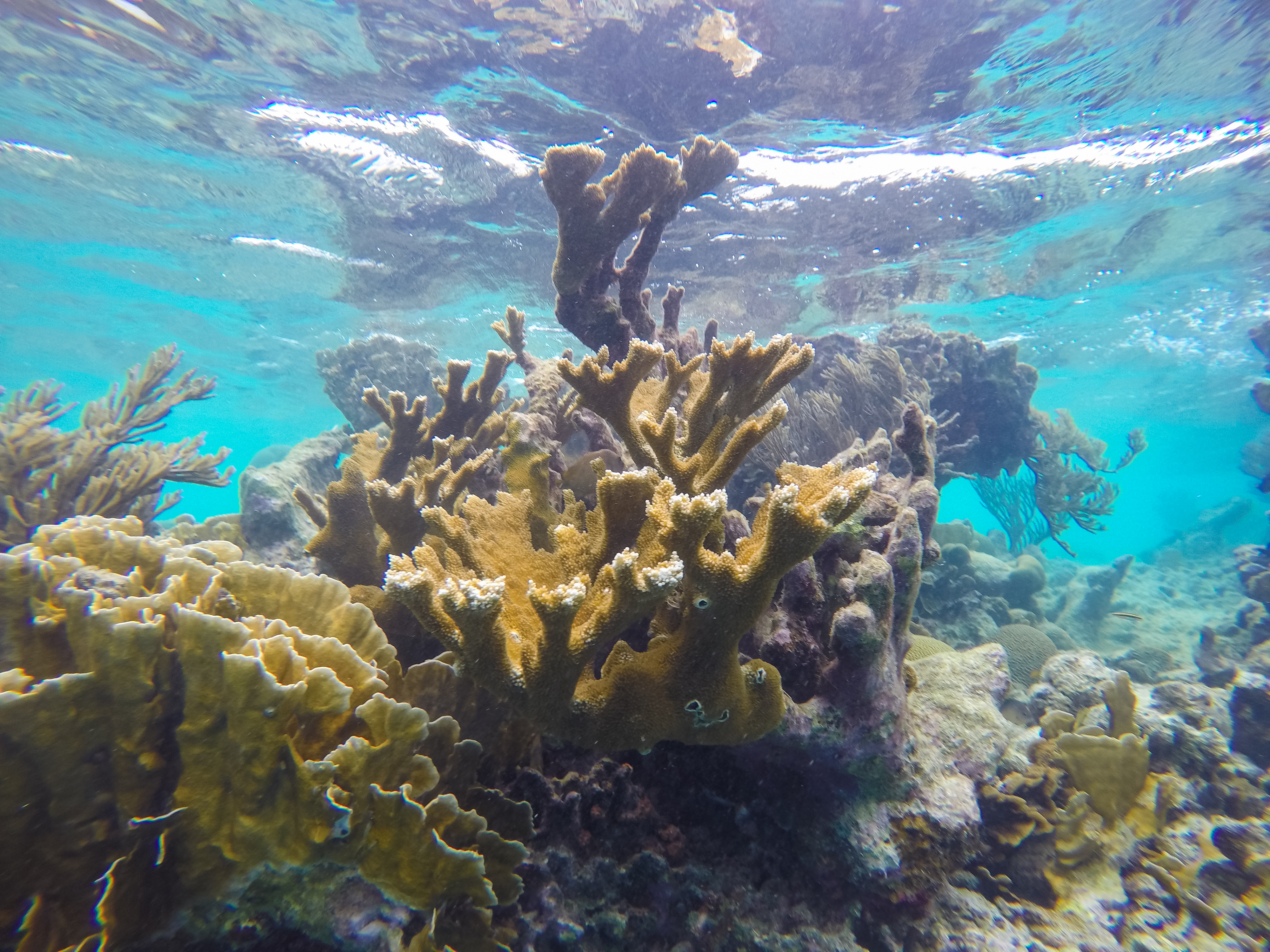
صورة للشعاب المرجانية المشهورة في كلاين بونير